# 似箭頭畸節蜱
似箭頭畸節蜱（学名：Abacarus similisagitta）为節蜱科畸節蜱屬下的一个种。